# Brachyglossula stolorum
Brachyglossula stolorum är en biart som beskrevs av Trucco Aleman 1999. Brachyglossula stolorum ingår i släktet Brachyglossula och familjen korttungebin. Inga underarter finns listade.